# Robert Greenwald

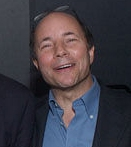
Robert Greenwald bei der Premiere von Outfoxed am 19. Juli 2004

Robert Mark Greenwald (* 28. August 1945 in New York City) ist ein US-amerikanischer Filmregisseur und Filmproduzent. Er machte sich einen Namen als Produzent von Dokumentarfilmen, die sich kritisch mit der Regierung von George W. Bush, dem Irakkrieg und den Medien auseinandersetzen.

## Leben
Greenwald wuchs in New York als Sohn eines Psychologen auf. Nach dem Besuch der High School of Performing Arts wurde er in der New Yorker Theaterszene aktiv und führte 1975 und 1976 bei zwei Theaterstücken Regie.
Er zog daraufhin nach Los Angeles, wo er eine erfolgreiche Karriere als Fernsehregisseur und -Produzent begann. 1977 wurde er als Produzent von Die 21 Stunden von München, einem Fernsehfilm über die Geiselnahme von München mit einem Emmy ausgezeichnet. Seine nächste Nominierung für einen Emmy erhielt er 1984 für eine Verfilmung des Buches The Burning Bed, das auf einem wahren Fall von Häuslicher Gewalt beruht. Er produzierte noch bis in die 1990er eine Reihe von Fernsehfilmen, die von der New York Times später als „commercially respectable B-list movies“ bezeichnet werden.
1980 wagte er sich mit dem Musicalfilm Xanadu ins Kino. Der Film, bei dem Greenwald Produktion und Regie übernahm, floppte aber an den Kinokassen und erhielt schlechte Kritiken. Erst 1997 drehte er mit dem Liebesdrama Breaking Up wieder einen Kinofilm, der ebenfalls ein finanzieller Misserfolg war.
Sein nächster für das Kino produzierte Film, die Filmbiographie Steal This Movie über den Aktivisten Abbie Hoffman erhielt hingegen positive Kritiken und wurde von der Political Film Society in zwei Kategorien für einen PFS Award nominiert.
Anfang der 2000er begann er, Dokumentarfilme zu produzieren, die sich kritisch mit der Regierung von George W. Bush und den Medien auseinandersetzen. Besonderen Erfolg hatte er mit Unprecedented: The 2000 Presidential Election, einem Dokumentarfilm über die Präsidentschaftswahl 2000 und Outfoxed, einem Film über die Medienlandschaft der Vereinigten Staaten.
Im Jahr 2002 gründete Greenwald, zusammen mit Victor und Danny Goldberg, den Verlag RDV Books, der Bücher zu politischen Themen veröffentlicht.
Im Präsidentschaftswahlkampf 2008 sorgte Greenwald mit viralen Videos für Aufsehen, die das Verhalten der rechtskonservativen Medien kritisieren.

## Filmografie (Auswahl)
- 1980: Xanadu
- 1982: Unter den Augen der Justiz (In the Custody of Strangers)
- 1984: Das brennende Bett (The Burning Bed)
- 1997: Breaking Up
- 2004: Uncovered
- 2004: Outfoxed